# Stary cmentarz żydowski w Śremie
Stary cmentarz żydowski w Śremie – kirkut mieścił się w centrum miasta w pobliżu ulic Młyńskiej i Dąbrowskiego. Powstał prawdopodobnie w XIV lub XVI wieku. W XVIII wieku został zamknięty dla celów grzebalnych. W 1939 nekropolia została zniszczona przez hitlerowców. Obecnie nie ma na nim macew. Na miejscu kirkutu znajdują się budynki mieszkalne.